# 羽前大山駅
羽前大山駅（うぜんおおやまえき）は、山形県鶴岡市大山一丁目にある、東日本旅客鉄道（JR東日本）羽越本線の駅である。

## 歴史

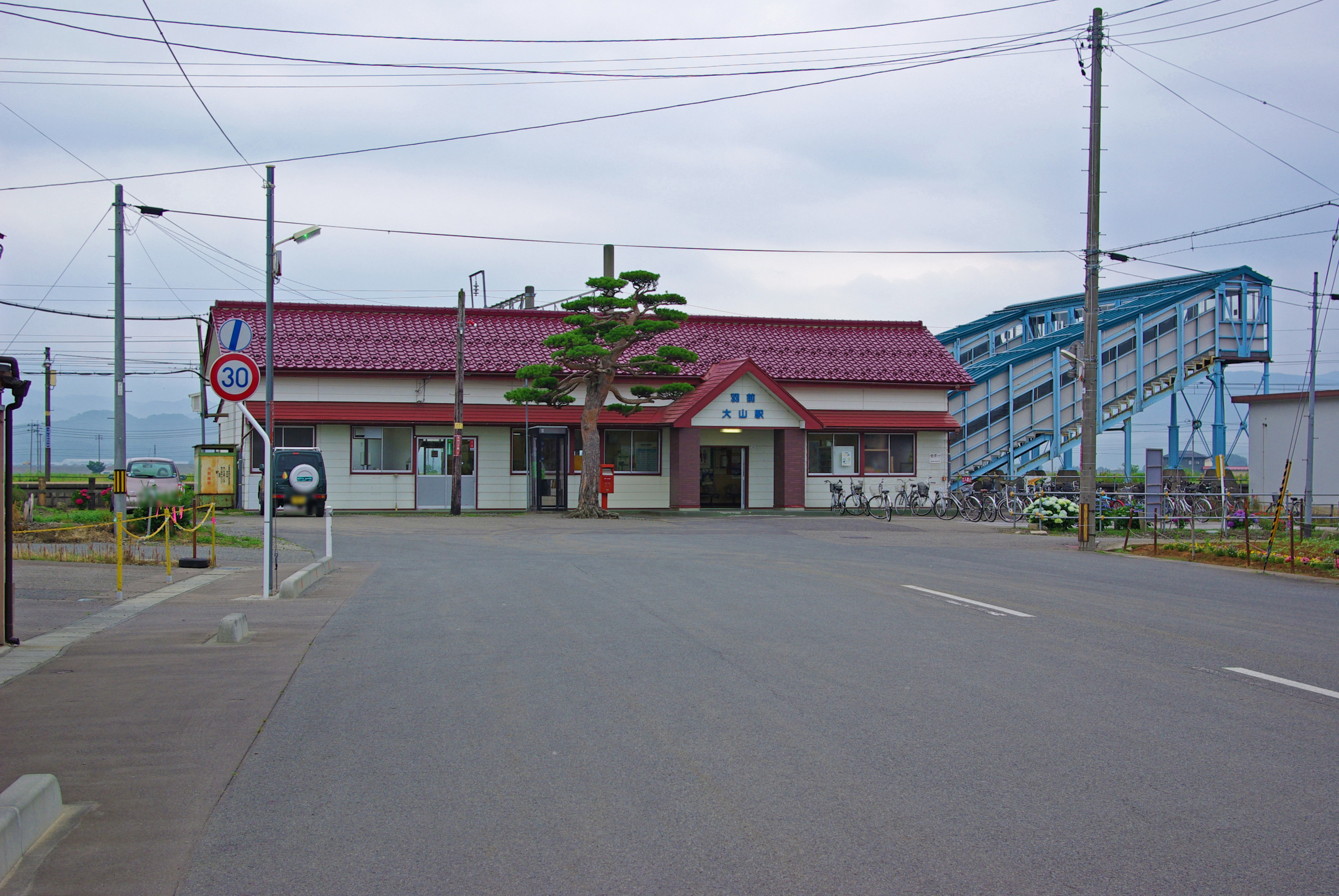
旧駅舎（2009年7月）

- 1919年（大正8年）12月5日：国鉄陸羽西線の駅として、鶴岡 - 当駅間開業と同時に開業[1][2]。
- 1924年（大正13年）7月31日：羽越線の駅となる[2]。
- 1925年（大正14年）11月20日：支線となる赤谷線の開業に伴い、羽越本線の駅となる。
- 1972年（昭和47年）9月1日：貨物の取り扱いを廃止し、旅客駅となる[1]。
- 1981年（昭和56年）4月1日：業務委託駅に指定[2][3]。
- 1984年（昭和59年）2月1日：荷物の取り扱いを廃止[1]。
- 1985年（昭和60年）3月14日：駅員無配置駅となる[4]（簡易委託化）。
- 1987年（昭和62年）4月1日：国鉄分割民営化に伴い、東日本旅客鉄道（JR東日本）の駅となる[1]。
- 2011年（平成23年）1月23日：駅舎の改築が完成。
- 2013年（平成25年）4月1日：無人化[2]。

かつて油戸の鉱山（三菱鉱業油戸炭鉱）の専用線があったが、1957年（昭和32年）に閉山され、廃止されている。

## 駅構造
島式ホーム1面2線を有する地上駅である。駅舎とホームは跨線橋で連絡している。
酒田駅管理の無人駅。

### のりば
| 番線 | 路線      | 方向 | 行先                 |
| ---- | --------- | ---- | -------------------- |
| 1    | ■羽越本線 | 下り | 鶴岡・酒田・秋田方面 |
| 2    | ■羽越本線 | 上り | 村上・新津方面       |

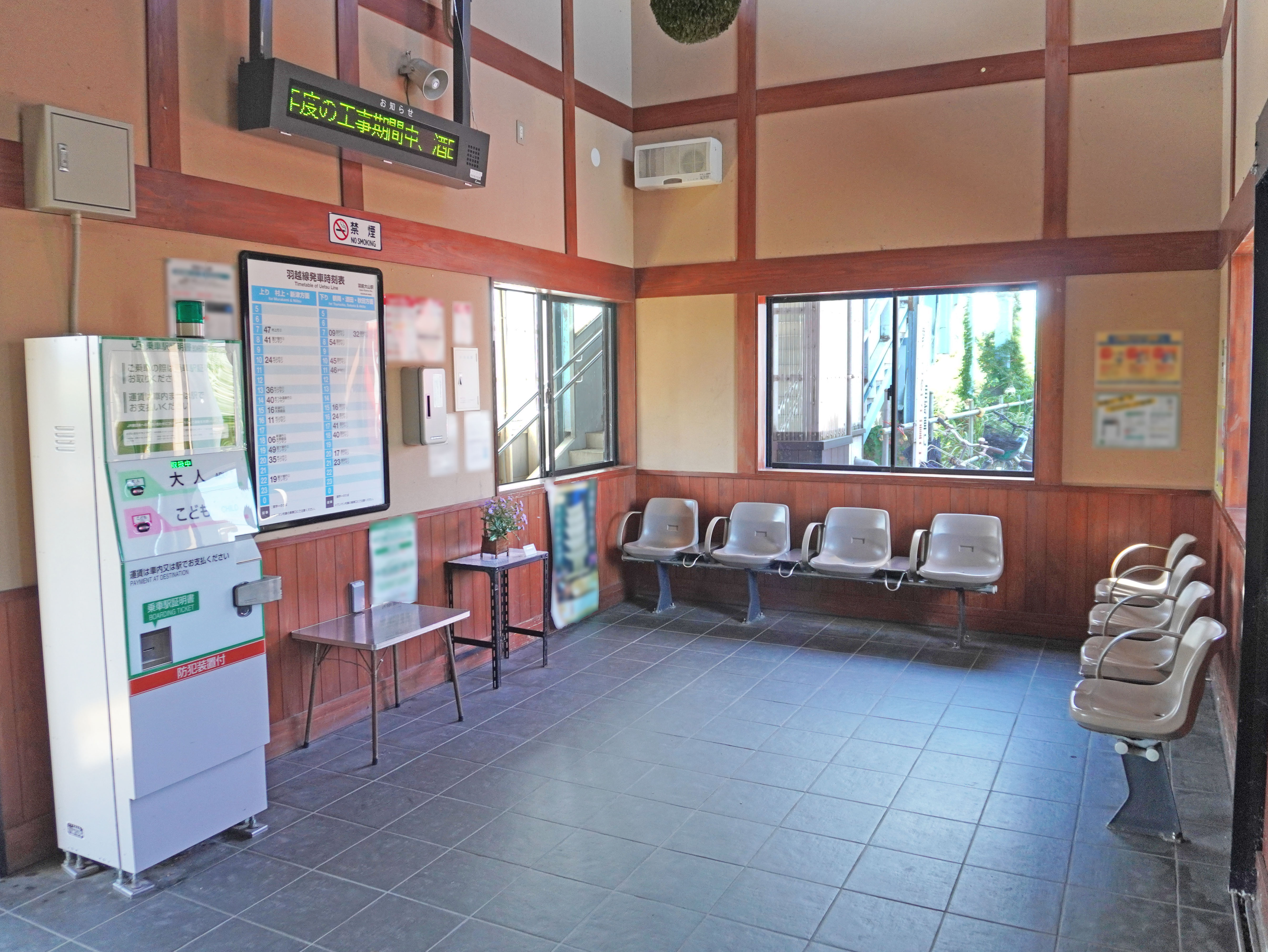
待合室（2022年9月）
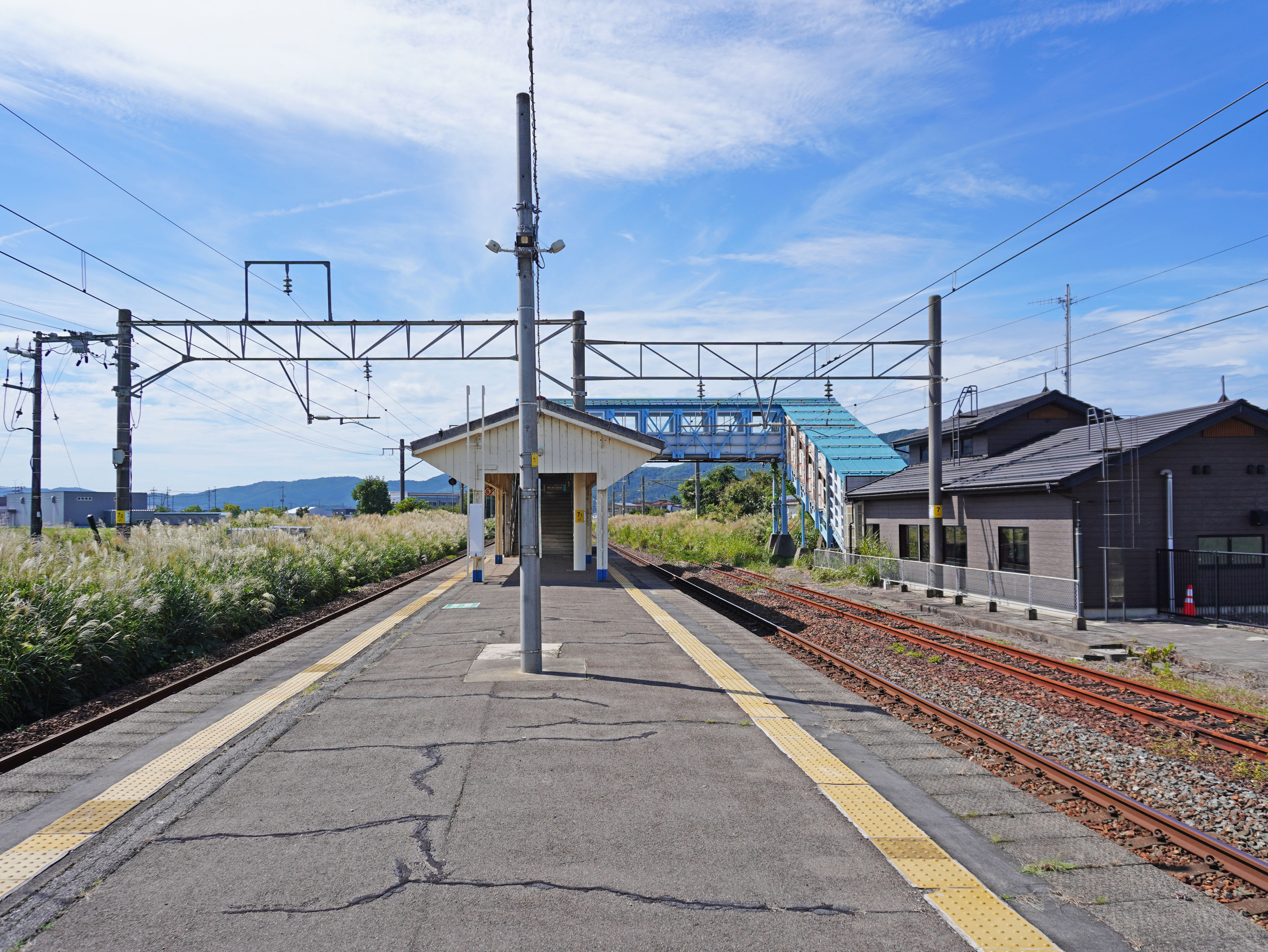
ホーム（2022年9月）

## 利用状況
1日平均乗車人員および年間乗車人員の推移は以下のとおりであった。

### 1955年度 - 1999年度
| 乗車人員推移（1955年度 - 1999年度） | 乗車人員推移（1955年度 - 1999年度） | 乗車人員推移（1955年度 - 1999年度） | 乗車人員推移（1955年度 - 1999年度） |
| 年度                                | 1日平均 乗車人員                    | 年間 乗車人員                       | 出典                                |
| ----------------------------------- | ----------------------------------- | ----------------------------------- | ----------------------------------- |
| 1955年（昭和30年）                  | 794                                 | 290,559                             | [ 6 ]                               |
| 1965年（昭和40年）                  | 1,088                               |                                     | [ 7 ]                               |
| 1970年（昭和45年）                  | 1,000                               |                                     | [ 8 ]                               |
| 1975年（昭和50年）                  | 894                                 |                                     | [ 9 ]                               |
| 1987年（昭和62年）                  | 554                                 | 202,900                             | [ 県 1 ]                            |
| 1988年（昭和63年）                  | 488                                 | 178,200                             | [ 県 1 ]                            |
| 1989年（平成0元年）                 | 487                                 | 177,800                             | [ 市 1 ]                            |
| 1990年（平成02年）                  | 461                                 | 168,300                             | [ 市 1 ]                            |
| 1991年（平成03年）                  | 452                                 | 165,300                             | [ 市 1 ]                            |
| 1992年（平成04年）                  | 415                                 | 151,500                             | [ 市 1 ]                            |
| 1993年（平成05年）                  | 400                                 | 146,000                             | [ 市 1 ]                            |
| 1994年（平成06年）                  | 392                                 | 143,000                             | [ 市 1 ]                            |
| 1995年（平成07年）                  | 387                                 | 141,800                             | [ 市 1 ]                            |
| 1996年（平成08年）                  | 352                                 | 128,600                             | [ 市 1 ]                            |
| 1997年（平成09年）                  | 326                                 | 119,100                             | [ 市 1 ]                            |
| 1998年（平成10年）                  | 187                                 | 68,200                              | [ 市 1 ]                            |
| 1999年（平成11年）                  | 188                                 | 68,700                              | [ 市 1 ]                            |

### 2000年度以降
| 乗車人員推移（2000年度以降） | 乗車人員推移（2000年度以降） | 乗車人員推移（2000年度以降） | 乗車人員推移（2000年度以降） | 乗車人員推移（2000年度以降） | 乗車人員推移（2000年度以降） |
| 年度                         | 1日平均乗車人員              | 1日平均乗車人員              | 1日平均乗車人員              | 年間乗車人員                 | 出典                         |
| 年度                         | 定期外                       | 定期                         | 合計                         | 年間乗車人員                 | 出典                         |
| ---------------------------- | ---------------------------- | ---------------------------- | ---------------------------- | ---------------------------- | ---------------------------- |
| 2000年（平成12年）           |                              |                              | 169                          | 61,800                       | [ JR 1 ] [ 市 1 ]            |
| 2001年（平成13年）           |                              |                              | 169                          | 61,500                       | [ JR 2 ] [ 市 1 ]            |
| 2002年（平成14年）           |                              |                              | 144                          | 52,600                       | [ JR 3 ] [ 市 1 ]            |
| 2003年（平成15年）           |                              |                              | 139                          | 50,800                       | [ JR 4 ] [ 市 1 ]            |
| 2004年（平成16年）           |                              |                              | 146                          | 53,400                       | [ JR 5 ] [ 市 1 ]            |
| 2005年（平成17年）           |                              |                              | 135                          | 49,300                       | [ JR 6 ] [ 市 1 ]            |
| 2006年（平成18年）           |                              |                              | 117                          | 42,800                       | [ JR 7 ] [ 市 1 ]            |
| 2007年（平成19年）           |                              |                              | 98                           | 35,900                       | [ JR 8 ] [ 市 1 ]            |
| 2008年（平成20年）           |                              |                              | 87                           | 32,000                       | [ JR 9 ] [ 市 1 ]            |
| 2009年（平成21年）           |                              |                              | 92                           | 33,900                       | [ JR 10 ] [ 市 1 ]           |
| 2010年（平成22年）           |                              |                              | 89                           | 32,600                       | [ JR 11 ] [ 市 1 ]           |
| 2011年（平成23年）           |                              |                              | 100                          | 36,600                       | [ JR 12 ] [ 市 1 ]           |
| 2012年（平成24年）           | 18                           | 76                           | 95                           | 34,700                       | [ JR 13 ] [ 市 1 ]           |

## 駅周辺
- 大山郵便局
- 善寳寺
- 鶴岡市屋内多目的運動場

## 隣の駅
東日本旅客鉄道（JR東日本）
■羽越本線
羽前水沢駅 - 羽前大山駅 - （西鶴岡信号場） - 鶴岡駅

### 記事本文